# Gheorghe Craioveanu
Gheorghe "Gică" Craioveanu (Hunedoara, 14 de fevereiro de 1968) é um ex-futebolista romeno que atuava como atacante. 

## Carreira
Por clubes, o atacante foi revelado nas categorias de base do Olt Scornicești, fazendo sua estreia profissional pelo Constructorul Slatina, em 1986. Pelo clube, atuou em 65 jogos e fez 37 gols. No ano seguinte, foi contratado pelo Metalurgistul, onde atuaria até 1990 (27 partidas e 11 gols). Defenderia também outras duas equipes de seu país, o Drobeta-Turnu Severin e o Universitatea Craiova), quando, após um bom desempenho por este último (18 gols em 18 partidas), foi contratado pela Real Sociedad, onde atuaria até 2001, em 129 partidas. Foram 61 gols com a camisa Txuri-Urdin em 3 temporadas.
Contratado pelo Villarreal ainda em 1998, marcou 13 gols em 31 jogos na sua temporada de estreia - insuficientes, porém, para evitar o rebaixamento do "Submarino Amarelo" para a segunda divisão espanhola. Até 2002, realizou outras 89 partidas, tendo feito mais quinze gols no período.
Aos 34 anos de idade, Craioveanu foi contratado pelo Getafe, sendo um dos responsáveis pela conquista do acesso à primeira divisão espanhola, em 2004. Dois anos depois, ao final da temporada 2005–06, o atacante anunciou sua primeira aposentadoria. Em sua homenagem, uma estátua do jogador foi inaugurada em Getafe.
Porém, em janeiro de 2013, Gică retomou a carreira aos 44 anos de idade, para defender o CF Villafamés, equipe que disputa a Primeira Regional da Comunidade Valenciana, uma das divisões regionais do futebol espanhol. Menos de cinco meses depois, foi obrigado a pagar multa de 1.800 euros e teve sua carteira de motorista suspensa por vinte meses, após ter sido pego dirigindo embriagado. Após o incidente, declarou que não pretendia cometer o mesmo erro.

## Seleção Romena
Pela Seleção Romena, Craioveanu estreou em setembro de 1993, na vitória por 4 a 0 sobre as Ilhas Faroe, pelas Eliminatórias da Copa do Mundo FIFA de 1994, porém não foi convocado. Também foi esquecido por Anghel Iordănescu para disputar a Eurocopa de 1996.
Seu único torneio oficial pela seleção foi a Copa do Mundo de 1998, jogando apenas 34 minutos na partida contra a Croácia. Pelos Tricolores, o atacante disputou 25 jogos e fez 4 gols.

## Após a aposentadoria
Craioveanu, depois de se aposentar dos gramados pela primeira vez, mantém residência em Getafe, cidade localizada próxima a Madri, e é apresentador de um programa no canal La Sexta chamado "Minuto y resultado" ao lado de Patxi Alonso e do também ex-atleta Antonio Maceda. Também comenta partidas na rádio Onda Cero, e colabora no programa "Al primer toque". Pretende se transformar em narrador no La Sexta, sobre as partidas envolvendo os clubes que defendeu na Espsnha: Real Sociedad, Villareal e Getafe.

## Política
Gică estreou na política em 2007, candidatando-se nas eleições municipais da Província de Madri, sendo o líder do Partido Popular de Getafe, sendo escolhido como responsável pela área desportiva. Porém, divergências políticas fizeram-no abandonar o cargo.

## Títulos
Universitatea Craiova
- Campeonato Romeno: 1 (1990–91)
- Copa da Romênia: 2 (1990–91 e 1992–93)

### Individuais
- Artilheiro do Campeonato Romeno em 1993–94 e 1994–95